# Katrineholms Tekniska College
Katrineholms Tekniska College, ofta förkortat KTC, är en gymnasieskola som invigdes 2011. Den finns i samma byggnader som Duveholmsgymnasiet. 

## Allmänt
År 2011 erbjöds teknikprogrammet, naturvetenskapliga programmet, fordons- och transportprogrammet och industritekniska programmet. Senare år tillkom el- och energiprogrammet, bygg- och anläggningsprogrammet, vård- och omsorgsprogrammet och VVS- och fastighetsprogrammet.  
Det finns två inriktningar på teknikprogrammet: Informations- och medieteknik samt Produktionsteknik. Inriktningen Produktionsteknik har fått positiva omdömen från industrin. Sedan 2021 utbildas även kranförare på byggprogrammet.

### Tävlingar
År 2020 deltog elever på teknikprogrammet i tävlingen Blixtlåset 2020 och kom på fjärde plats med sitt företag Nami. Samma år kvalificerade sig KTC:s Teknikförening till Robot-SM med sin robot Sko 2.0, men tävlingen ställdes in på grund av coronapandemin.